# Jim Kay
Pour les articles homonymes, voir Kay.
Jim Kay, né en 1974, est un illustrateur britannique. 

## Biographie
La première passion de Jim Kay est l'art et l'histoire naturelle, en particulier la botanique et l'entomologie, et leur relation avec l'environnement. Il étudie à l'université de Westminster, sur le campus de Harrow.
Pendant deux ans, il travaille aux archives de la Tate Britain, au contact des documents personnels d'artistes tels que Paul Nash et Stanley Spencer. Son travail ultérieur en tant que conservateur adjoint de la collection d'illustrations des jardins botaniques royaux de Kew le met en contact avec les archives des collections d'art indien, des manuscrits illustrés, des herbes et des archives de l'ère de l'exploration britannique, en particulier avec le travail d'artistes indiens employés par des botanistes pour produire des peintures de la flore locale.
En 2008, il produit une exposition sur le thème de la production d'idées pour les livres pour enfants, présentée à Richmond, et illustre dès lors un grand nombre de livres pour enfants et jeunes adultes. Il reçoit la médaille Kate-Greenaway en 2012 pour son travail sur A Monster Calls de Patrick Ness.
Il est choisi personnellement par J. K. Rowling en 2013 pour illustrer une nouvelle édition des livres Harry Potter,. Il apporte de ce fait une nouvelle identité visuelle à la série, en s'éloignant de l'esthétique des films. Les quatre premiers tomes illustrés sont publiés entre 2015 et 2019. Le 24 janvier 2022, l'éditeur Bloomsbury confirme que l'édition illustrée de Harry Potter et l'Ordre du Phénix sera publiée le 11 octobre. Ce tome comporte également des illustrations de l'illustrateur primé Neil Packer.
Le 7 octobre 2022, il est annoncé que Jim Kay arrête son travail sur les livres Harry Potter afin de se concentrer sur sa santé mentale et sa famille. Bloomsbury déclare qu'ils continueront à travailler avec d'autres artistes pour illustrer les deux derniers livres.

## Prix et distinctions
- Médaille Kate-Greenaway 2012[3] pour ses illustrations de A Monster Calls
- Finaliste Médaille Kate-Greenaway 2017[9] pour ses illustrations de Harry Potter and the Philosopher’s Stone (texte de J. K. Rowling)